# Umwani artigamos
Umwani artigamos är en spindelart som beskrevs av Griswold 200. Umwani artigamos ingår i släktet Umwani och familjen Cyatholipidae.
Artens utbredningsområde är Tanzania. Inga underarter finns listade i Catalogue of Life.